# Іскусово
Іскусово (рос. Искусово) — присілок в Вачському районі Нижньогородської області Російської Федерації.
Населення становить 30 осіб. Входить до складу муніципального утворення Казаковська сільрада.

## Історія
Від 2009 року входить до складу муніципального утворення Казаковська сільрада.

## Населення
| 1859 | 1905 | 1926 | 1999 | 2002 | 2010 |
| ---- | ---- | ---- | ---- | ---- | ---- |
| 215  | ↗316 | ↗347 | ↘46  | ↘39  | ↘30  |